# Funhouse Tour
Il Funhouse Tour è il quarto tour della cantante Pink, a supporto dell'album Funhouse (2008).
Iniziò ufficialmente il 24 febbraio 2009 a Nizza e si concluse, dopo 151 spettacoli tra Europa, Australia e Nord America, il 20 dicembre 2009 a Oberhausen.

## Sinossi
Lo show inizia con un video che mostra Pink mentre guarda la tv. Ad un tratto lei si alza e inizia a percorrere una strada a bordo di una motocicletta. Mentre guida però, Pink incontra un clown che piange al lato della strada e, per consolarlo, gli regala dei fiori. 
Una volta terminato il video, sul palco appare il clown, che inizia a girare una manopola per aprire una scatola a molla. Quando la scatola si apre, la cantante fa la sua entrata in scena sospesa in aria, con indosso un abito nero e arancione munito di una gonna esageratamente lunga. Viene eseguita così Bad Influence. Al termine del brano, Pink atterra sul palco e la gonna le viene rimossa, per eseguire Just like a Pill, Who Knew, Ave Mary A e Don't Let Me Get Me e andare nel backstage. In alcune date, l'artista esegue anche It's All Your Fault.
Un divano rosso appare in scena e Pink si avvicina ad esso, per eseguire I Touch Myself,  canzone dei Divinyls. Durante il brano, tante mani spuntano fuori dal palco e iniziano a toccare la cantante. Si passa poi alla performance di Please Don't Leave Me , al termine della quale Pink va dietro le quinte, per poi ritornare cantando U + Ur Hand. Successivamente appare un letto a forma di cuore, sopra il quale vengono eseguite Leave Me Alone (I'm Lonely) e So What. Per quest'ultima, si può assistere ad una lotta con dei cuscini proprio come nel video musicale.
La terza sezione inizia con un uomo che suona il pianoforte, e Pink esegue Family Portrait. Una volta imbracciata la sua chitarra, lei prosegue con I Don't Believe You, per poi passare a Crystal Ball (non sempre eseguita) , Trouble  e Baby I'm Gonna Leave You dei Led Zeppelin. In alcune date viene eseguita anche Dear Mr. President.
Due ballerini entrano in scena e iniziano ad eseguire delle mosse da balletto, per poi venire seguiti da Sober. Durante quest'ultima, Pink esegue delle acrobazie in aria, bendata e sopra un trapezio, affiancata da un ballerino. Al termine della performance, la cantante va velocemente nel backstage per rientrare poco dopo e cantare Bohemian Rhapsody, celebre brano dei Queen. Nel brano seguente, ossia Funhouse , vengono usati quattro grandi specchi per la coreografia. Pink, nella seconda leg europea, ha cantato anche Stupid Girls , durante la quale compariva tra i ballerini un uomo con indosso uno degli abiti sfoggiati dall'artista nel video musicale. Quando la canzone finisce, viene eseguita Crazy del duo Gnarls Barkley, con la quale Pink da un saluto al pubblico.
L'encore si apre con un'acrobatica performance di Get the Party Started, seguita da un video interludio che mostra un mix di tutti i suoi video musicali, dove God Is a DJ è la colonna sonora. L'ultimo brano dello show è Glitter in the Air. Quando la cantante esegue quest'ultimo, sta sopra lo stesso trapezio usato in Sober per poi immergersi in dell'acqua e fare un inchino conclusivo.

## Scaletta
Questa è la scaletta relativa alla data di Oberhausen, il 30 novembre 2009, non è rappresentativa per tutte le date del tour. Pink eseguì, oltre alle sue canzoni, anche alcune cover.
1. Bad Influence
2. Just like a Pill
3. Who Knew
4. Ave Mary A
5. Don't Let Me Get Me
6. I Touch Myself
7. Please Don't Leave Me
8. U + Ur Hand
9. Leave Me Alone (I'm Lonely)
10. So What
11. Family Portrait
12. I Don't Believe You
13. Dear Mr. President
14. Crystal Ball
15. Trouble
16. Baby I'm Gonna Leave You
17. Sober
18. Bohemian Rhapsody
19. Funhouse
20. Stupid Girls
21. Crazy
22. Get the Party Started

God Is a DJ (interlude)
1. Glitter in the Air

### Variazioni della scaletta
- Nella prima data di Nizza (24 febbraio 2009), venne eseguita One Foot Wrong.
- A partire dalla data di Anversa (26 febbraio 2009), venne aggiunto alla scaletta un interludio dove God Is a DJ è la colonna sonora.
- In alcune date in Oceania e nella seconda leg in Europa, mentre in modo fisso nelle date in Nord America, venne aggiunta alla scaletta Dear Mr. President.
- Nella seconda data di Wollongong (23 agosto 2009), i ballerini fecero un tributo improvvisato a Michael Jackson, ballando Thriller.
- Nella seconda leg europea venne aggiunta alla scaletta Stupid Girls.

## Il DVD
Le due date di Sydney del 17 e 18 luglio 2009 vennero registrate per la produzione di un DVD del tour. Quest'ultimo si intitola Funhouse Tour: Live in Australia e venne pubblicato il 14 ottobre 2009.
Successivamente, il 27 ottobre, esce l'edizione CD, contenente l'audio parziale del concerto e la bonus track Push You Away.

## Funhouse Summer Carnival Tour
Verso la fine del 2009, Pink annunciò che sarebbe andata nuovamente in tour nell'estate del 2010, per promuovere ancora Funhouse.
Il tour, chiamato Funhouse Summer Carnival Tour, fu annunciato come prolungamento del precedente ma non solo, visto che avrebbe avuto una nuova scaletta e meno acrobazie durante lo show, rispetto al Funhouse Tour. Tuttavia, cose come la scenografia rimasero più o meno invariate. 
Iniziò ufficialmente a Colonia il 28 maggio 2010 e terminò il 25 luglio dello stesso anno a Kristiansand.

## Record
Le 58 date in Australia detengono il record del tour più grande svoltosi nel Paese. Inoltre, oltre 660.000 persone assistettero agli show e questi ultimi incassarono circa 80 milioni di dollari.

## Date
| Data              | Città                | Stato           | Luogo                                     | Biglietti venduti/Biglietti disponibili | Incasso |        |
| Europa            | Europa               | Europa          | Europa                                    | Europa                                  | Europa  | Europa |
| ----------------- | -------------------- | --------------- | ----------------------------------------- | --------------------------------------- | ------- | ------ |
| 24 febbraio 2009  | Nizza                | Francia         | Palais Nikaia                             | N.D.                                    | N.D.    |        |
| 26 febbraio 2009  | Anversa              | Belgio          | Sportpaleis                               | N.D.                                    | N.D.    |        |
| 28 febbraio 2009  | Rotterdam            | Paesi Bassi     | Ahoy Rotterdam                            | N.D.                                    | N.D.    |        |
| 1º marzo 2009     | Rotterdam            | Paesi Bassi     | Ahoy Rotterdam                            | N.D.                                    | N.D.    |        |
| 5 marzo 2009      | Ratisbona            | Germania        | Donau Arena                               | N.D.                                    | N.D.    |        |
| 6 marzo 2009      | Friedrichshafen      | Germania        | Messe Friedrichshafen                     | N.D.                                    | N.D.    |        |
| 8 marzo 2009      | Oberhausen           | Germania        | König Pilsener Arena                      | N.D.                                    | N.D.    |        |
| 9 marzo 2009      | Parigi               | Francia         | AccorHotels Arena                         | N.D.                                    | N.D.    |        |
| 12 marzo 2009     | Mannheim             | Germania        | SAP Arena                                 | N.D.                                    | N.D.    |        |
| 14 marzo 2009     | Stoccarda            | Germania        | Hanns-Martin-Schleyer-Halle               | N.D.                                    | N.D.    |        |
| 17 marzo 2009     | Lipsia               | Germania        | Arena Leipzig                             | N.D.                                    | N.D.    |        |
| 18 marzo 2009     | Berlino              | Germania        | O2 World                                  | N.D.                                    | N.D.    |        |
| 21 marzo 2009     | Ginevra              | Svizzera        | SEG Geneva Arena                          | N.D.                                    | N.D.    |        |
| 22 marzo 2009     | Zurigo               | Svizzera        | Hallenstadion                             | N.D.                                    | N.D.    |        |
| 24 marzo 2009     | Budapest             | Ungheria        | Budapest Sports Arena                     | N.D.                                    | N.D.    |        |
| 25 marzo 2009     | Vienna               | Austria         | Wiener Stadthalle                         | N.D.                                    | N.D.    |        |
| 27 marzo 2009     | Francoforte sul Meno | Germania        | Festhalle Frankfurt                       | N.D.                                    | N.D.    |        |
| 28 marzo 2009     | Norimberga           | Germania        | Nuremberg Arena                           | N.D.                                    | N.D.    |        |
| 30 marzo 2009     | Colonia              | Germania        | Lanxess Arena                             | N.D.                                    | N.D.    |        |
| 1º aprile 2009    | Amburgo              | Germania        | Barclaycard Arena Hamburg                 | N.D.                                    | N.D.    |        |
| 2 aprile 2009     | Amburgo              | Germania        | Barclaycard Arena Hamburg                 | N.D.                                    | N.D.    |        |
| 4 aprile 2009     | Hannover             | Germania        | TUI Arena                                 | N.D.                                    | N.D.    |        |
| 6 aprile 2009     | Monaco di Baviera    | Germania        | Olimpyahalle                              | N.D.                                    | N.D.    |        |
| 7 aprile 2009     | Monaco di Baviera    | Germania        | N.D.                                      | N.D.                                    |         |        |
| 8 aprile 2009     | Dortmund             | Germania        | Westfalenhallen                           | N.D.                                    | N.D.    |        |
| 11 aprile 2009    | Glasgow              | Regno Unito     | Scottish Exhibition and Conference Centre | N.D.                                    | N.D.    |        |
| 12 aprile 2009    | Glasgow              | Regno Unito     | Scottish Exhibition and Conference Centre | N.D.                                    | N.D.    |        |
| 13 aprile 2009    | Aberdeen             | Regno Unito     | Press & Journal Arena                     | N.D.                                    | N.D.    |        |
| 16 aprile 2009    | Birmingham           | Regno Unito     | National Indoor Arena                     | N.D.                                    | N.D.    |        |
| 17 aprile 2009    | Birmingham           | Regno Unito     | National Indoor Arena                     | N.D.                                    | N.D.    |        |
| 19 aprile 2009    | Dublino              | Irlanda         | O2 Dublin                                 | N.D.                                    | N.D.    |        |
| 20 aprile 2009    | Dublino              | Irlanda         | O2 Dublin                                 | N.D.                                    | N.D.    |        |
| 22 aprile 2009    | Belfast              | Regno Unito     | SSE Arena                                 | N.D.                                    | N.D.    |        |
| 23 aprile 2009    | Belfast              | Regno Unito     | SSE Arena                                 | N.D.                                    | N.D.    |        |
| 25 aprile 2009    | Manchester           | Regno Unito     | Manchester Arena                          | N.D.                                    | N.D.    |        |
| 26 aprile 2009    | Manchester           | Regno Unito     | Manchester Arena                          | N.D.                                    | N.D.    |        |
| 28 aprile 2009    | Newcastle            | Regno Unito     | Metro Radio Arena                         | N.D.                                    | N.D.    |        |
| 29 aprile 2009    | Liverpool            | Regno Unito     | Echo Arena Liverpool                      | N.D.                                    | N.D.    |        |
| 1º maggio 2009    | Londra               | Regno Unito     | The O2 Arena                              | N.D.                                    | N.D.    |        |
| 2 maggio 2009     | Londra               | Regno Unito     | The O2 Arena                              | N.D.                                    | N.D.    |        |
| 4 maggio 2009     | Londra               | Regno Unito     | The O2 Arena                              | N.D.                                    | N.D.    |        |
| Oceania           |                      |                 |                                           |                                         |         |        |
| 22 maggio 2009    | Perth                | Australia       | Burswood Dome                             | N.D.                                    | N.D.    |        |
| 23 maggio 2009    | Perth                | Australia       | Burswood Dome                             | N.D.                                    | N.D.    |        |
| 26 maggio 2009    | Adelaide             | Australia       | Adelaide Entertainment Centre             | N.D.                                    | N.D.    |        |
| 27 maggio 2009    | Adelaide             | Australia       | Adelaide Entertainment Centre             | N.D.                                    | N.D.    |        |
| 30 maggio 2009    | Melbourne            | Australia       | Rod Laver Arena                           | N.D.                                    | N.D.    |        |
| 31 maggio 2009    | Melbourne            | Australia       | Rod Laver Arena                           | N.D.                                    | N.D.    |        |
| 3 giugno 2009     | Newcastle            | Australia       | Newcastle Entertainment Centre            | N.D.                                    | N.D.    |        |
| 4 giugno 2009     | Newcastle            | Australia       | Newcastle Entertainment Centre            | N.D.                                    | N.D.    |        |
| 6 giugno 2009     | Sydney               | Australia       | Sidney Entertainment Centre               | N.D.                                    | N.D.    |        |
| 7 giugno 2009     | Sydney               | Australia       | Sidney Entertainment Centre               | N.D.                                    | N.D.    |        |
| 9 giugno 2009     | Sydney               | Australia       | Sidney Entertainment Centre               | N.D.                                    | N.D.    |        |
| 10 giugno 2009    | Sydney               | Australia       | Sidney Entertainment Centre               | N.D.                                    | N.D.    |        |
| 12 giugno 2009    | Brisbane             | Australia       | Brisbane Entertainment Centre             | N.D.                                    | N.D.    |        |
| 13 giugno 2009    | Brisbane             | Australia       | Brisbane Entertainment Centre             | N.D.                                    | N.D.    |        |
| 15 giugno 2009    | Brisbane             | Australia       | Brisbane Entertainment Centre             | N.D.                                    | N.D.    |        |
| 16 giugno 2009    | Brisbane             | Australia       | Brisbane Entertainment Centre             | N.D.                                    | N.D.    |        |
| 18 giugno 2009    | Melbourne            | Australia       | Rod Laver Arena                           | N.D.                                    | N.D.    |        |
| 20 giugno 2009    | Melbourne            | Australia       | Rod Laver Arena                           | N.D.                                    | N.D.    |        |
| 21 giugno 2009    | Melbourne            | Australia       | Rod Laver Arena                           | N.D.                                    | N.D.    |        |
| 23 giugno 2009    | Melbourne            | Australia       | Rod Laver Arena                           | N.D.                                    | N.D.    |        |
| 24 giugno 2009    | Melbourne            | Australia       | Rod Laver Arena                           | N.D.                                    | N.D.    |        |
| 26 giugno 2009    | Sydney               | Australia       | Sidney Entertainment Centre               | N.D.                                    | N.D.    |        |
| 27 giugno 2009    | Sydney               | Australia       | Sidney Entertainment Centre               | N.D.                                    | N.D.    |        |
| 29 giugno 2009    | Sydney               | Australia       | Sidney Entertainment Centre               | N.D.                                    | N.D.    |        |
| 30 giugno 2009    | Sydney               | Australia       | Sidney Entertainment Centre               | N.D.                                    | N.D.    |        |
| 3 luglio 2009     | Newcastle            | Australia       | Newcastle Entertainment Centre            | N.D.                                    | N.D.    |        |
| 4 luglio 2009     | Newcastle            | Australia       | Newcastle Entertainment Centre            | N.D.                                    | N.D.    |        |
| 14 luglio 2009    | Melbourne            | Australia       | Rod Laver Arena                           | N.D.                                    | N.D.    |        |
| 15 luglio 2009    | Melbourne            | Australia       | Rod Laver Arena                           | N.D.                                    | N.D.    |        |
| 17 luglio 2009    | Sydney               | Australia       | Sidney Entertainment Centre               | N.D.                                    | N.D.    |        |
| 18 luglio 2009    | Sydney               | Australia       | Sidney Entertainment Centre               | N.D.                                    | N.D.    |        |
| 22 luglio 2009    | Brisbane             | Australia       | Brisbane Entertainment Centre             | N.D.                                    | N.D.    |        |
| 23 luglio 2009    | Brisbane             | Australia       | Brisbane Entertainment Centre             | N.D.                                    | N.D.    |        |
| 25 luglio 2009    | Brisbane             | Australia       | Brisbane Entertainment Centre             | N.D.                                    | N.D.    |        |
| 26 luglio 2009    | Brisbane             | Australia       | Brisbane Entertainment Centre             | N.D.                                    | N.D.    |        |
| 27 luglio 2009    | Brisbane             | Australia       | Brisbane Entertainment Centre             | N.D.                                    | N.D.    |        |
| 29 luglio 2009    | Melbourne            | Australia       | Rod Laver Arena                           | N.D.                                    | N.D.    |        |
| 30 luglio 2009    | Melbourne            | Australia       | Rod Laver Arena                           | N.D.                                    | N.D.    |        |
| 1º agosto 2009    | Melbourne            | Australia       | Rod Laver Arena                           | N.D.                                    | N.D.    |        |
| 2 agosto 2009     | Melbourne            | Australia       | Rod Laver Arena                           | N.D.                                    | N.D.    |        |
| 4 agosto 2009     | Adelaide             | Australia       | Adelaide Entertainment Centre             | N.D.                                    | N.D.    |        |
| 5 agosto 2009     | Adelaide             | Australia       | Adelaide Entertainment Centre             | N.D.                                    | N.D.    |        |
| 7 agosto 2009     | Perth                | Australia       | Burswood Dome                             | N.D.                                    | N.D.    |        |
| 8 agosto 2009     | Perth                | Australia       | Burswood Dome                             | N.D.                                    | N.D.    |        |
| 10 agosto 2009    | Adelaide             | Australia       | Adelaide Entertainment Centre             | N.D.                                    | N.D.    |        |
| 11 agosto 2009    | Adelaide             | Australia       | Adelaide Entertainment Centre             | N.D.                                    | N.D.    |        |
| 13 agosto 2009    | Melbourne            | Australia       | Rod Laver Arena                           | N.D.                                    | N.D.    |        |
| 14 agosto 2009    | Melbourne            | Australia       | Rod Laver Arena                           | N.D.                                    | N.D.    |        |
| 16 agosto 2009    | Canberra             | Australia       | AIS Arena                                 | N.D.                                    | N.D.    |        |
| 17 agosto 2009    | Canberra             | Australia       | AIS Arena                                 | N.D.                                    | N.D.    |        |
| 19 agosto 2009    | Melbourne            | Australia       | Rod Laver Arena                           | N.D.                                    | N.D.    |        |
| 20 agosto 2009    | Melbourne            | Australia       | Rod Laver Arena                           | N.D.                                    | N.D.    |        |
| 22 agosto 2009    | Wollongong           | Australia       | WIN Entertainment Centre                  | N.D.                                    | N.D.    |        |
| 23 agosto 2009    | Wollongong           | Australia       | WIN Entertainment Centre                  | N.D.                                    | N.D.    |        |
| 25 agosto 2009    | Brisbane             | Australia       | Brisbane Entertainment Centre             | N.D.                                    | N.D.    |        |
| 26 agosto 2009    | Brisbane             | Australia       | Brisbane Entertainment Centre             | N.D.                                    | N.D.    |        |
| 28 agosto 2009    | Sydney               | Australia       | Acer Arena                                | N.D.                                    | N.D.    |        |
| 29 agosto 2009    | Sydney               | Australia       | Acer Arena                                | N.D.                                    | N.D.    |        |
| Nord America      |                      | Australia       |                                           |                                         |         |        |
| 15 settembre 2009 | Seattle              | Stati Uniti     | KeyArena                                  | N.D.                                    | N.D.    |        |
| 17 settembre 2009 | San Jose             | Stati Uniti     | HP Pavilion                               | N.D.                                    | N.D.    |        |
| 18 settembre 2009 | Los Angeles          | Stati Uniti     | Staples Center                            | N.D.                                    | N.D.    |        |
| 20 settembre 2009 | Glendale             | Stati Uniti     | Jobing.com Arena                          | N.D.                                    | N.D.    |        |
| 23 settembre 2009 | Dallas               | Stati Uniti     | American Airlines Center                  | N.D.                                    | N.D.    |        |
| 24 settembre 2009 | Houston              | Stati Uniti     | Toyota Center                             | N.D.                                    | N.D.    |        |
| 26 settembre 2009 | Rosemont             | Stati Uniti     | Allstate Arena                            | N.D.                                    | N.D.    |        |
| 28 settembre 2009 | Fairfax              | Stati Uniti     | Patriot Center                            | N.D.                                    | N.D.    |        |
| 30 settembre 2009 | Toronto              | Canada          | Air Canada Centre                         | N.D.                                    | N.D.    |        |
| 2 ottobre 2009    | Boston               | Stati Uniti     | TD Garden                                 | N.D.                                    | N.D.    |        |
| 3 ottobre 2009    | Filadelfia           | Stati Uniti     | Wachovia Spectrum                         | N.D.                                    | N.D.    |        |
| 5 ottobre 2009    | New York             | Stati Uniti     | Madison Square Garden                     | N.D.                                    | N.D.    |        |
| Europa            |                      |                 |                                           |                                         |         |        |
| 14 ottobre 2009   | Dublino              | Irlanda         | 3Arena                                    | N.D.                                    | N.D.    |        |
| 15 ottobre 2009   | Dublino              | Irlanda         | 3Arena                                    | N.D.                                    | N.D.    |        |
| 17 ottobre 2009   | Belfast              | Regno Unito     | SSE Arena                                 | N.D.                                    | N.D.    |        |
| 18 ottobre 2009   | Belfast              | Regno Unito     | SSE Arena                                 | N.D.                                    | N.D.    |        |
| 20 ottobre 2009   | Glasgow              | Regno Unito     | Scottish Exhibition and Conference Centre | N.D.                                    | N.D.    |        |
| 21 ottobre 2009   | Glasgow              | Regno Unito     | Scottish Exhibition and Conference Centre | N.D.                                    | N.D.    |        |
| 23 ottobre 2009   | Manchester           | Regno Unito     | Manchester Arena                          | N.D.                                    | N.D.    |        |
| 24 ottobre 2009   | Manchester           | Regno Unito     | Manchester Arena                          | N.D.                                    | N.D.    |        |
| 25 ottobre 2009   | Manchester           | Regno Unito     | Manchester Arena                          | N.D.                                    | N.D.    |        |
| 27 ottobre 2009   | Liverpool            | Regno Unito     | Echo Arena                                | N.D.                                    | N.D.    |        |
| 28 ottobre 2009   | Sheffield            | Regno Unito     | Sheffield Arena                           | N.D.                                    | N.D.    |        |
| 30 ottobre 2009   | Birmingham           | Regno Unito     | National Indoor Arena                     | N.D.                                    | N.D.    |        |
| 31 ottobre 2009   | Birmingham           | Regno Unito     | National Indoor Arena                     | N.D.                                    | N.D.    |        |
| 2 novembre 2009   | Newcastle upon Tyne  | Regno Unito     | Metro Radio Arena                         | N.D.                                    | N.D.    |        |
| 3 novembre 2009   | Nottingham           | Regno Unito     | Motorpoint Arena Nottingham               | N.D.                                    | N.D.    |        |
| 5 novembre 2009   | Anversa              | Belgio          | Sportpaleis                               | N.D.                                    | N.D.    |        |
| 7 novembre 2009   | Copenaghen           | Danimarca       | Forum Copenaghen                          | N.D.                                    | N.D.    |        |
| 9 novembre 2009   | Oslo                 | Norvegia        | Oslo Spektrum                             | N.D.                                    | N.D.    |        |
| 10 novembre 2009  | Stoccolma            | Svezia          | Ericsson Globe                            | N.D.                                    | N.D.    |        |
| 12 novembre 2009  | Helsinki             | Finlandia       | Artwall Arena                             | N.D.                                    | N.D.    |        |
| 19 novembre 2009  | Praga                | Repubblica Ceca | O2 Arena                                  | N.D.                                    | N.D.    |        |
| 20 novembre 2009  | Francoforte          | Germania        | Frankfurt Festhalle                       | N.D.                                    | N.D.    |        |
| 22 novembre 2009  | Monaco di Baviera    | Germania        | Olympiahalle                              | N.D.                                    | N.D.    |        |
| 23 novembre 2009  | Friburgo             | Germania        | Messe Freiburg                            | N.D.                                    | N.D.    |        |
| 25 novembre 2009  | Stoccarda            | Germania        | Hanns-Martin-Schleyer-Halle               | N.D.                                    | N.D.    |        |
| 26 novembre 2009  | Lipsia               | Germania        | Arena Leipzig                             | N.D.                                    | N.D.    |        |
| 28 novembre 2009  | Düsseldorf           | Germania        | ISS Dome                                  | N.D.                                    | N.D.    |        |
| 30 novembre 2009  | Oberhausen           | Germania        | König Pilsener Arena                      | N.D.                                    | N.D.    |        |
| 2 dicembre 2009   | Zurigo               | Svizzera        | Hallenstadion                             | N.D.                                    | N.D.    |        |
| 3 dicembre 2009   | Zurigo               | Svizzera        | Hallenstadion                             | N.D.                                    | N.D.    |        |
| 5 dicembre 2009   | Esch-Sur-Alzette     | Lussemburgo     | Rockhal                                   | N.D.                                    | N.D.    |        |
| 6 dicembre 2009   | Rotterdam            | Paesi Bassi     | Ahoy Rotterdam                            | N.D.                                    | N.D.    |        |
| 8 dicembre 2009   | Londra               | Regno Unito     | The O2 Arena                              | N.D.                                    | N.D.    |        |
| 10 dicembre 2009  | Londra               | Regno Unito     | The O2 Arena                              | N.D.                                    | N.D.    |        |
| 12 dicembre 2009  | Brema                | Germania        | AWD Dome                                  | N.D.                                    | N.D.    |        |
| 13 dicembre 2009  | Dortmund             | Germania        | Westfalenhallen                           | N.D.                                    | N.D.    |        |
| 15 dicembre 2009  | Ginevra              | Svizzera        | SEG Geneva Arena                          | N.D.                                    | N.D.    |        |
| 17 dicembre 2009  | Vienna               | Austria         | Wiener Stadthalle                         | N.D.                                    | N.D.    |        |
| 19 dicembre 2009  | Stoccarda            | Germania        | Hanns-Martin-Schleyer-Halle               | N.D.                                    | N.D.    |        |
| 20 dicembre 2009  | Hannover             | Germania        | TUI Arena                                 | N.D.                                    | N.D.    |        |